# روبرت امرسون لوکاس
روبرت امرسون لوکاس (به انگلیسی: Robert Lucas, Jr.) (زاده ۱۵ سپتامبر ۱۹۳۷ – درگذشته ۱۵ مه ۲۰۲۳) اقتصاددان آمریکایی در دانشگاه شیکاگو بود که در سال ۱۹۹۵ موفق به دریافت جایزه نوبل اقتصاد شد. به طور گسترده‌ای او به عنوان تأثیرگذارترین چهره ربع آخر قرن بیستم در رویکرد کلاسیک جدید به اقتصاد کلان در نظر گرفته می شود.